# Aleksy (Orłow, arcybiskup omski)
Aleksy, imię świeckie Aleksiej Stiepanowicz Orłow (ur. 25 stycznia?/6 lutego 1862 w Samarze, zm. 4 września 1937 w Czymkencie) – rosyjski biskup i święty prawosławny.

## Życiorys
Był synem ubogiego cerkiewnego psalmisty. Ukończył studia teologiczne na Petersburskiej Akademii Duchownej, po czym 16 sierpnia 1895 został wyświęcony na kapłana jako mężczyzna żonaty. Służył następnie w rodzinnej Samarze, uzyskując przed 1923 godność protoprezbitera. Po śmierci małżonki złożył wieczyste śluby mnisze i 3 czerwca 1923 został wyświęcony na biskupa pomocniczego eparchii samarskiej z tytułem biskupa bugulemskiego.
Po kilku miesiącach służby duszpasterskiej jako biskup przystąpił do ruchu odnowicielskiego, jednak porzucił go już w 1924. Złożył w soborze w Samarze akt pokutny i został powtórnie przyjęty do Rosyjskiego Kościoła Prawosławnego jako biskup bugurusłański, wikariusz eparchii samarskiej. Jeszcze w tym samym roku został przeniesiony do eparchii tobolskiej jako jej wikariusz, biskup kurgański. W latach 1927–1931 był biskupem mamłyskim, wikariuszem eparchii sarapulskiej, zaś w 1931 – biskupem jenotajewskim, wikariuszem eparchii astrachańskiej. Zastępował w niej aresztowanego ordynariusza, biskupa Andrzeja, służąc w soborze św. Włodzimierza. Po kilku miesiącach został zmuszony do wyjazdu z Astrachania. Zamieszkał w Syzraniu i przez dwa miesiące służył jako biskup pomocniczy eparchii samarskiej.
Nominowany w 1931 do objęcia katedry omskiej, służył w niej przez cztery lata. Nabożeństwa odprawiał w soborze św. Eliasza. W 1933 otrzymał godność arcybiskupa.
Został aresztowany w 1935 pod zarzutami wrogiego stosunku do ustroju komunistycznego oraz skupienia wokół siebie antyradzieckiej grupy duchowieństwa, prowadzącej antypaństwową agitację i szerzącą wieści o rychłej wojnie i klęsce władz radzieckich. Nie przyznał się do winy. Został skazany na pięć lat zsyłki do Kazachstanu; karę odbywał w Mirzojanie. W miejscu zsyłki zgromadził wokół siebie grupę wiernych, wbrew zakazowi odprawiał nabożeństwa. 15 maja 1937 został aresztowany, oskarżony o członkostwo w kontrrewolucyjnej organizacji cerkiewnej, organizowanie nielegalnych wspólnot wiernych i agitację antyradziecką. Jego sprawa została połączona ze sprawą zesłanych do Czymkentu metropolitów Cyryla i Józefa oraz skupionego wokół nich duchowieństwa: biskupa Eugeniusza (Kobranowa), schiarchimandryty Eleuteriusza, ihumeni Ewy, mniszek Eudoksji i Marii, mnichów Hilariona i Jana, biskupa Żywej Cerkwi Michała (Nikołajewa) oraz grupy białych duchownych i wiernych świeckich. Arcybiskupowi Aleksemu zarzucono dodatkowo organizację kontrrewolucyjnej monarchistycznej grupy w Sławgorodzie. Duchowny ponownie nie przyznał się do zarzutów. 26 sierpnia 1937 został skazany na śmierć i rozstrzelany w Czymkencie 4 września tego samego roku. Miejsce jego pochówku jest nieznane.
W 2000 został kanonizowany jako jeden z Soboru Świętych Nowomęczenników i Wyznawców Rosyjskich.